# Pseudotaxus chienii
Pseudotaxus chienii är en barrväxtart som först beskrevs av Wan Chun Cheng, och fick sitt nu gällande namn av Wan Chun Cheng. Pseudotaxus chienii är ensam i släktet Pseudotaxus som ingår i familjen idegransväxter. Inga underarter finns listade i Catalogue of Life.
Arten förekommer i östra Kina. Utbredningsområdet sträcker sig över norra Fujian, norra Guangdong, Hunan, sydvästra Jiangxi och sydvästra Zhejiang. De flesta exemplaren växer i den sistnämnda provinsen. Pseudotaxus chienii hittas i kulliga områden och i bergstrakter mellan 700 och 1500 meter över havet. Arten ingår i olika städsegröna och lövfällande skogar. Klimatet i regionen är kyligt till tempererat med en årsnederbörd på 1800 till 2000 mm. Ofta förekommer djupt hängande moln eller dimma i regionen.
Högre träd som växer i samma skogar är ofta Schima argentea och Castanopsis eyrei, vilket kan medföra att Pseudotaxus chienii befinner sig i skugga. Arten hittas även tillsammans med Schima superba, med arter av lönnsläktet och med Rhododendron simiarum. Detta barrträd tappar sina barr före vintern.
Arten har redan under historisk tid varit sällsynt. Dessutom minskade beståndet i samband med skogsavverkningar. Många exemplar är små och liknar buskar. Deras frön har problem att utvecklas i täta skogar. I regionen inrättades några naturreservat. Flera exemplar odlas i botaniska trädgårdar. Enligt uppskattningar minskade hela beståndet under de gångna 90 åren (räknat från 2013) med 30 procent. IUCN kategoriserar arten globalt som sårbar.